# Hội đồng Giáo dục Vancouver
Hội đồng Giáo dục Vancouver (Học khu #39, Tiếng Anh: Vancouver School Board) là một học khu đặt cơ sở tại thành phố Vancouver, British Columbia, Canada. Một ban quản trị gồm 9 người quản trị học khu này. Học khu này phục vụ thành phố Vancouver và khu chưa hợp nhất có tên là University Endowment Lands.
Học khu Vancouver là một học khu đô thị, đa văn hóa lớn, cung cấp các chương trình giáo dục cho 56.000 học sinh từ mẫu giáo đến lớp 12, hơn 3.000 người lớn theo học các chương trình giáo dục dành cho người lớn và hơn 40.000 tiếp tục theo đuổi con đường học vấn.

## Các trường học
| Tên               | Cộng đồng | Website                        |
| ----------------- | --- | ------------------------------ |
| Champlain Heights | Champlain Heights | http://champlain.vsb.bc.ca     |
| Champlain Heights | |                                |
| MacCorkindale     | Fraserview | http://maccorkindale.vsb.bc.ca |
| MacCorkindale     | Xây dựng năm 1967 |                                |
| Maquinna          | | http://maquinna.vsb.bc.ca      |
| Maquinna          | Được xây dựng năm 1954, đa số học sinh nói tiếng Anh như ngôn ngữ thứ hai trong đó học sinh nói tiếng Quảng Đông, Quan Thoại và tiếng Việt là đông nhất. |                                |
| Thunderbird       | | http://thunderbird.vsb.bc.ca   |
| Thunderbird       | |                                |
| Tyee              | Chương trình khu Vancouver | http://tyee.vsb.bc.ca          |
| Tyee              | Trường có chương trình chọn lựa theo phương pháp Montessori                                                                                              |                                |